# Риг (фото)
Риг (от англ. «rig» — установка, снаряжение, приспособление), плечевой упор, DSLR rig, camera rig shoulder support — в фото- и видеосъёмке разновидность штатива (система стабилизации) для съёмки подвижных сцен, которая позволяет избежать дрожания камеры, обеспечивает устойчивую картинку, повышает мобильность съёмки, уменьшает нагрузку на руки и кисти видеооператора, а также позволяет свободно передвигаться и производить съемку с нижней и верхней точки. Риг — это набор составных элементов для любого вида цифровых камер. Самый простой риг состоит из набора алюминиевых труб с креплениями и держателя для камеры (например «Manfrotto Magig Arm»). Весь этот «конструктор» может быть легко сложен в требуемую для съёмки конструкцию без особых физических усилий. Благодаря модульной системе, можно индивидуально собирать конструкции под определенные задачи. 
С появлением модульных камер (SI 2K, RED) появилась необходимость крепить на основной пишущий модуль оптику, батарейный блок, цифровой носитель (для записи материала) и просмотровый монитор. Более того, снимать на такую камеру крайне неудобно. И если для основных элементов было предусмотрено штатное крепление, то закрепить наплечник, ручки, компендиум и фоллоу-фокус было невозможно. Примерно такая же ситуация сложилась и с DSLR-камерами. На обычной зеркалке нет никакого крепежа кроме резьбы в основании и «башмака» для вспышки наверху. 
Риг — это устройство, помогающее превратить нестандартную по форме фотокамеру в полноценный инструмент для видеосъемки. Для каких бы целей вы не решили собирать риг, основой для всей конструкции станет площадка. Она выполняет две функции. Первая — устройство (камера, фотоаппарат) крепится на площадку как на обычный штатив или монопод. Вторая — вперед и назад из площадки выходят две (или 4) 15-миллиметровые трубки, на которые с помощью крепежа и переходников крепится все остальное. Площадка имеет отверстия в основании и может крепиться на штатив, слайдер и даже кран.
Элементы конструкции рига:
- площадка (baseplate),
- наплечник,
- нижние ручки,
- компендиум (matte box),
- фоллоу-фокус (follow focus),
- верхний захват-ручка, который крепится посредством C-образной рамы (C-shape cage),
- просмотровый монитор.

Основное применение рига — съёмка автомобилей в движении. Риг крепится обычно к крыше или ко дну автомобиля и при небольшом движении делаются снимки на выдержке от 10 до 30 секунд.
Получается примерно вот такой результат: Фотография при помощи рига.